# Mennica Legacy Tower

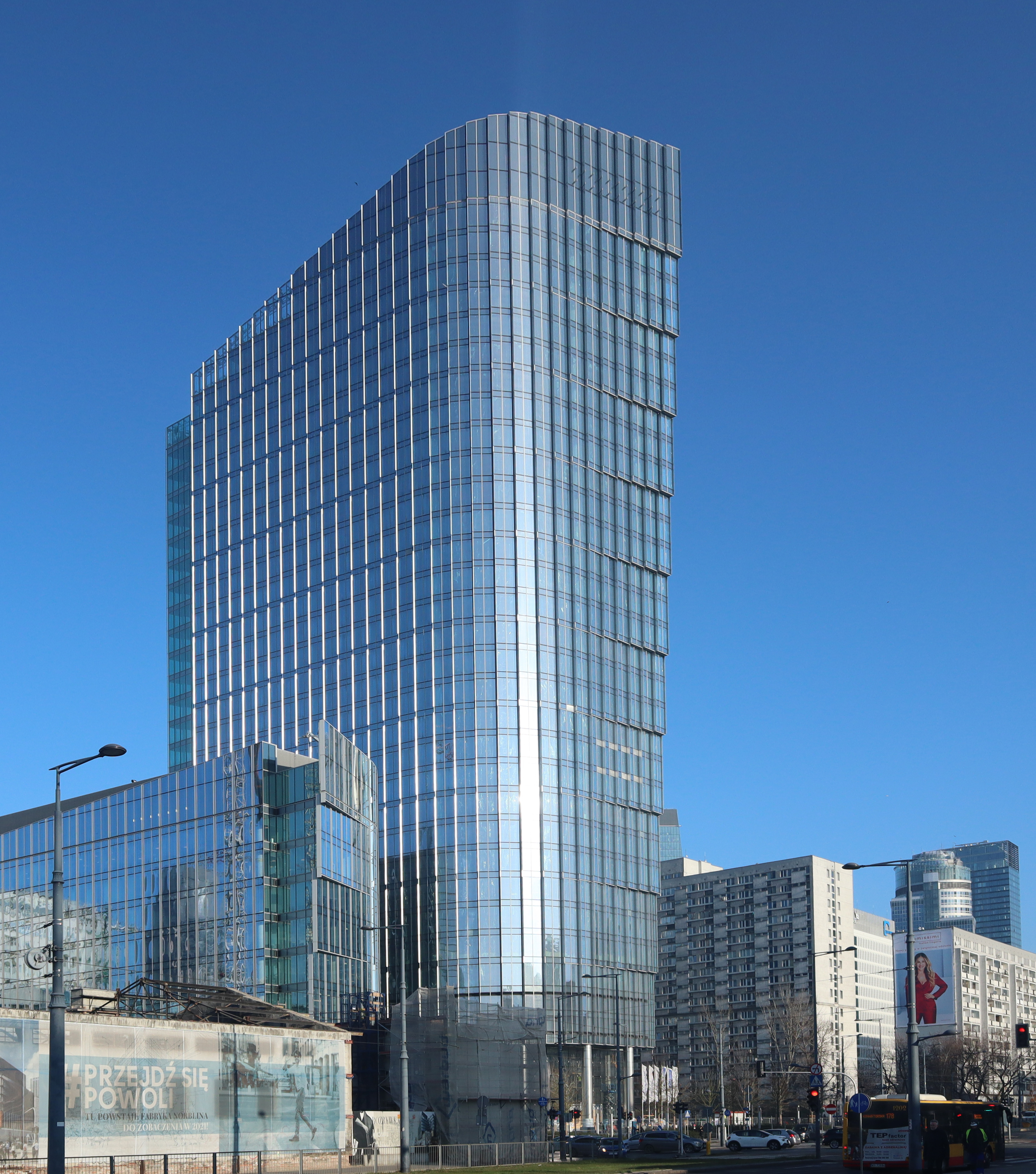
Der Komplex im Dezember 2019

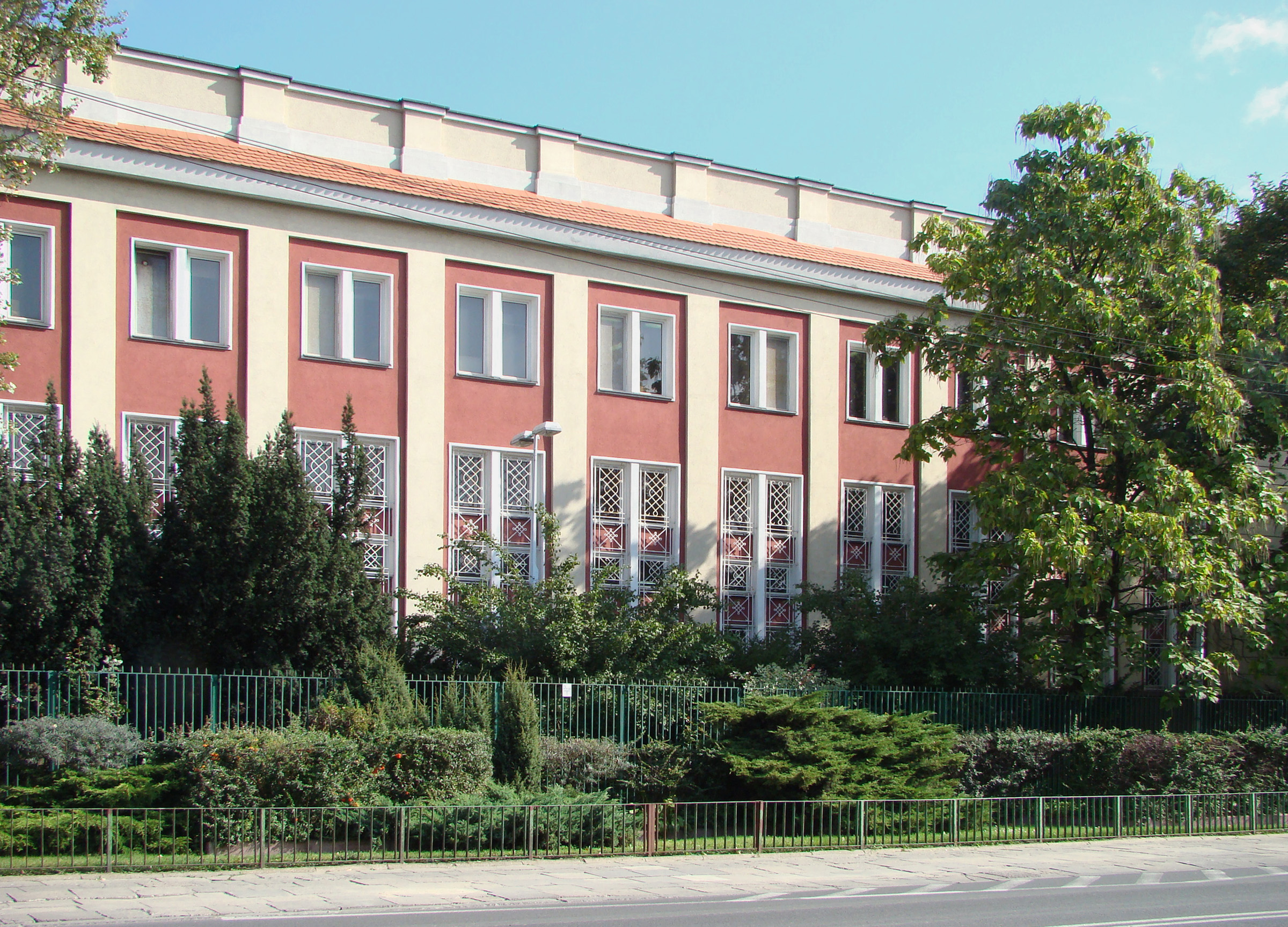
Das im Jahr 2014 abgerissene Gebäude der Mennica an gleicher Stelle

Der Mennica Legacy Tower ist ein im Bau befindliches Bürohochhaus in Warschau. Das Objekt wird aus zwei Gebäuden bestehen; das höhere wird
über 34 oberirdische Stockwerke bei einer Dachhöhe von 140 Metern verfügen. Das Gebäude ist nach dem Bauherrn, der Münzprägeanstalt Mennica Polska, benannt. Die Bauarbeiten sollen im September 2019 abgeschlossen werden. Die Anschrift der Immobilie wird ul. Pereca 21 lauten.

## Lage
Der Gebäudekomplex liegt zwischen den Straßen Ulica Prosta, Ulica Żelazna, Ulica Icchoka Lejba Pereca und Ulica Waliców im Warschauer Distrikt Wola. Dieser Standort befindet sich an der ul. Prosta zwischen zwei Verkehrsknotenpunkten Warschaus, den Verkehrskreiseln Rondo ONZ (300 m entfernt) und Rondo Daszyńskiego (600 m entfernt). An den beiden Kreiseln befinden sich Stationen der Warschauer Metrolinie 2. Westlich der ul. Żelazna liegt das ehemalige Fabrikareal von Norblin, Bracia Buch i T. Werner. Hier soll bis zum Jahr 2021 ein modernes Gewerbezentrum unter Einbeziehung der historischen Bausubstanz der Fabrik (Norblin Art) entstehen.

## Geschichte
An der Stelle des Bauplatzes befand sich der nach dem Zweiten Weltkrieg errichtete Sitz der Mennica Polska, ein zweigeschossiges Gebäude im Architekturstil des Sozialistischen Klassizismus. Dieses Gebäude wurde im Jahr 2014 abgerissen. Im Oktober 2016 begannen die Arbeiten am Mennica Legacy Towers. Die feierliche Grundsteinlegung erfolgte am 7. März 2017. Der Abschluss der Bauarbeiten ist für Herbst 2019[veraltet] geplant. Eine Anschlussfinanzierung für die Fertigstellung wurde im Januar 2019 bekanntgegeben. 131,5 Millionen Euro werden von einem Konsortium aus drei Banken zur Verfügung gestellt; es handelt sich um die mBank (Konsortialführer), Santander Bank Polska und Bank Ochrony Środowiska.

## Gebäude und Architektur
Projektentwickler des Mennica Legacy Towers ist Golub GetHouse, der Bauherr ist Mennica Polska. Als Generalbauunternehmer wurde der Warschauer Baukonzern Warbud verpflichtet. Die architektonische Gestaltung stammt von dem Architekturbüro Goettsch Partners aus Chicago. Architektonisch wird das Hochhaus durch dezente Rundungen und die Teilung der Fassade sowie eine vollverglaste Hauptlobby mit einer Höhe von 13 Metern bestimmt. Diese Elemente sollen dem Gebäude Leichtigkeit und Dynamik verleihen.
Der zweiteilige Ensemble besteht aus einem 140-Meter-Turm sowie einem nur 36 Meter hohen Gebäude an der Westseite, in dem möblierter Büroraum (Coworking) angeboten werden soll. Der Bau des Gebäudefundaments war aufwändig. Für die Herstellung wurden 1920 Tonnen Stahl und 12.000 Kubikmeter Beton verwendet. Während der zehnmonatigen Bauzeit lieferten  5700 Betonmischer an.
Die Hauptnutzung des Hochhauses wird in der Büroflächenvermietung bestehen (53.000 Quadratmeter), daneben werden Einzelhandels- und Dienstleistungsflächen angeboten werden. Die Gesamtnutzfläche beider Objekte wird knapp 66.000 Quadratmeter betragen. Es werden 20 Fahrstühle verkehren. Das Objekt erfüllt die Anforderungen des internationalen BREEAM-Umweltzertifikats. Im gemeinsamen Untergeschossbereich der beiden Gebäude (es gibt vier unterirdische Stockwerke) befinden sich 620 Stellplätze für Kraftfahrzeuge sowie 300 Plätze für Fahrräder.